# Twenty20 Cup 2018
Der Twenty20 Cup 2018 (aus Sponsoringgründen als Vitality Blast bezeichnet, oft auch nur T20 Blast) war die sechzehnte Saison der englischen Twenty20-Meisterschaft, die vom 4. Juli bis zum 15. September 2018 ausgetragen wurde. Im Finale konnten sich die Worcestershire Rapids gegen die Sussex Sharks mit 5 Wickets durchsetzen.

## Format
Die 18 First-Class-Counties wurden nach regionalen Gesichtspunkten in zwei Gruppen mit jeweils neun Mannschaften aufgeteilt. In dieser Gruppenphase spielte jede Mannschaft einer Gruppe jeweils zweimal gegen sechs andere und einmal gegen die beiden verbliebenen Teams. Nach dessen Abschluss qualifizierten sich die ersten vier einer Gruppe für die Viertelfinale. Die Halbfinale wurden dann zusammen mit dem Finale, vermarktet als Finals Day, an einem Tag in Birmingham ausgetragen.

## Gruppenphase

### North Division
| North Division              | Sp. | S | N  | U | NR | P  | NRR    |
| --------------------------- | --- | - | -- | - | -- | -- | ------ |
| Worcestershire Rapids       | 14  | 9 | 4  | 0 | 1  | 19 | +0.595 |
| Durham Jets                 | 14  | 9 | 4  | 0 | 1  | 19 | +0.556 |
| Lancashire Lightning        | 14  | 8 | 5  | 0 | 1  | 17 | +0.683 |
| Nottinghamshire Outlaws     | 14  | 8 | 6  | 0 | 0  | 16 | +0.073 |
| Yorkshire Vikings           | 14  | 7 | 7  | 0 | 0  | 14 | −0.035 |
| Birmingham Bears            | 14  | 6 | 7  | 1 | 0  | 13 | +0.033 |
| Derbyshire Falcons          | 14  | 5 | 7  | 0 | 2  | 12 | −0.047 |
| Leicestershire Foxes        | 14  | 5 | 8  | 0 | 1  | 11 | −0.380 |
| Northamptonshire Steelbacks | 14  | 2 | 11 | 1 | 0  | 5  | −1.398 |

### South Division
Tabelle
| South Division  | Sp. | S  | N  | U | NR | P  | NRR    |
| --------------- | --- | -- | -- | - | -- | -- | ------ |
| Somerset        | 14  | 10 | 4  | 0 | 0  | 20 | +0.989 |
| Kent Spitfires  | 14  | 8  | 2  | 0 | 4  | 20 | +0.381 |
| Sussex Sharks   | 14  | 7  | 3  | 0 | 4  | 18 | −1.128 |
| Gloucestershire | 14  | 8  | 4  | 0 | 2  | 18 | −0.824 |
| Surrey          | 14  | 7  | 5  | 0 | 2  | 16 | +0.786 |
| Glamorgan       | 14  | 7  | 6  | 0 | 1  | 15 | +0.737 |
| Essex Eagles    | 14  | 2  | 8  | 1 | 3  | 8  | +0.627 |
| Hampshire       | 14  | 2  | 9  | 1 | 2  | 7  | −1.035 |
| Middlesex       | 14  | 2  | 12 | 0 | 0  | 4  | −0.144 |

## Playoffs

### Viertelfinale
| 23. August Scorecard | Canterbury | Kent Spitfires 133-9 (20)                  | – | Lancashire Lightning 134-4 (18.4) |
|                      |            | Lancashire Lightning gewinnt mit 6 Wickets |   |                                   |

| 24. August Scorecard | Chester-le-Street | Durham Jets 140-7 (20)              | – | Sussex Sharks 144-5 (18.2) |
|                      |                   | Sussex Sharks gewinnt mit 5 Wickets |   |                            |

| 25. August Scorecard | Worcester | Gloucestershire 136-8 (20)                  | – | Worcestershire Rapids 137-5 (18.4) |
|                      |           | Worcestershire Rapids gewinnt mit 5 Wickets |   |                                    |

| 26./27. August Scorecard | Taunton | Somerset 209-5 (20)          | – | Nottinghamshire Outlaws 190 (20) |
|                          |         | Somerset gewinnt mit 19 Runs |   |                                  |

### Halbfinale
| 15. September Scorecard | Birmingham | Worcestershire Rapids 169-6 (20)          | – | Lancashire Lightning 149-9 (20) |
|                         |            | Worcestershire Rapids gewinnt mit 20 Runs |   |                                 |

| 15. September Scorecard | Birmingham | Sussex Sharks 202-8 (20)          | – | Somerset 167-8 (20) |
|                         |            | Sussex Sharks gewinnt mit 35 Runs |   |                     |

### Finale
| 15. September Scorecard | Birmingham | Sussex Sharks 157-6 (20)                    | – | Worcestershire Rapids 158-5 (18.3) |
|                         |            | Worcestershire Rapids gewinnt mit 5 Wickets |   |                                    |